# Alien (phim)
Alien là bộ phim kinh dị, khoa học viễn tưởng do Ridley Scott đầu tiên trong series Alien được đạo diễn với dàn diễn viên bao gồm Sigourney Weaver, Tom Skerritt, Veronica Cartwright, Harry Dean Stanton, John Hurt, Ian Holm và Yaphet Kotto. Tiêu đề của bộ phim đề cập đến một sinh vật ngoài Trái Đất hung hăng mang tên Xenomorph tấn công phi hành đoàn của một tàu vũ trụ. Dan O'Bannon, dựa vào các tác phẩm khoa học viễn tưởng và kinh dị trước đây, đã viết kịch bản từ một câu chuyện ông đồng tác giả với Ronald Shusett. Bộ phim do Gordon Carroll, David Giler và Walter Hill sản xuất thông qua công ty Brandywine Productions của họ và được 20th Century Fox phát hành. Giler and Hill sửa đổi và bổ sung kịch bản; Shusett là nhà sản xuất điều hành. Người ngoài hành tinh Alien cùng với các yếu tố đi kèm được nghệ sĩ Thụy Sĩ H. R. Giger thiết kế, trong khi nghệ sĩ khái niệm Ron Cobb và Chris Foss đã thiết kế mảng khía cạnh con người của bộ phim.
Alien được phát hành vào ngày 25 tháng 5 năm 1979 tại Hoa Kỳ và ngày 6 tháng 9 tại Vương quốc Liên hiệp Anh. Phim thành công lớn cả về mặt phê bình lẫn thương mại, giành giải Oscar cho hiệu ứng hình ảnh xuất sắc nhất, ba giải Sao Thổ (phim khoa học viễn tưởng hay nhất, đạo diễn xuất sắc nhất cho Scott, và nữ diễn viên phụ xuất sắc nhất cho Cartwright), và giải Hugo cho phần trình diễn xuất sắc nhất, cùng với nhiều đề cử khác. Bộ phim đã luôn được ca ngợi trong những năm kể từ khi được phát hành, và được xem là một trong những bộ phim hay nhất mọi thời đại. Năm 2002, Alien được Thư viện Quốc hội Hoa Kỳ coi là "có ý nghĩa văn hoá, lịch sử và thẩm mỹ" và được lựa chọn để bảo quản trong Viện lưu trữ phim quốc gia Hoa Kỳ. Năm 2008, bộ phim được Viện phim Mỹ xếp hạng là phim hay thứ bảy trong thể loại khoa học viễn tưởng, và được tạp chí Empire bình bầu là phim hay thứ 33 mọi thời đại.
Thành công của Alien sinh ra một thương hiệu truyền thông đi kèm với tiểu thuyết, truyện tranh, trò chơi điện tử và đồ chơi. Bộ phim cũng là bệ phóng cho sự nghiệp diễn xuất của Weaver, với vai diễn chính đầu tiên. Câu chuyện về nhân vật của cô, cuộc gặp gỡ của Ellen Ripley với các sinh vật ngoài hành tinh, đã trở thành chủ đề và cốt truyện cho những phần tiếp theo Aliens (1986), Alien 3 (1992) và Alien Resurrection (1997). Kết nối với thương hiệu Predator đã tạo ra các phim Alien vs. Predator, bao gồm Alien vs. Predator (2004) và Aliens vs. Predator: Requiem (2007). Một chuỗi phim prequel gồm có Prometheus (2012) và Alien: Covenant (2017).